# أدب مقاهي فيينا
يشير أدب المقهى الفييناوي إلى الأعمال الأدبية التي كُتبت كليًا أو جزئيًا في المقهى. كان يطلق على االكتاب اسم أدباء المقهى. في أوروبا كان مركز هذا النوع من الأدب هو عاصمة امبراطوية النمسا-المجر فيينا بفعل تقاليد مقاهيها التي تتيح الجلوس الطويل، ولكن ظهرت أدب المقاهي أيضًا في مدن أوروبية أخرى.

## عصر أدب المقهى الأوروبي

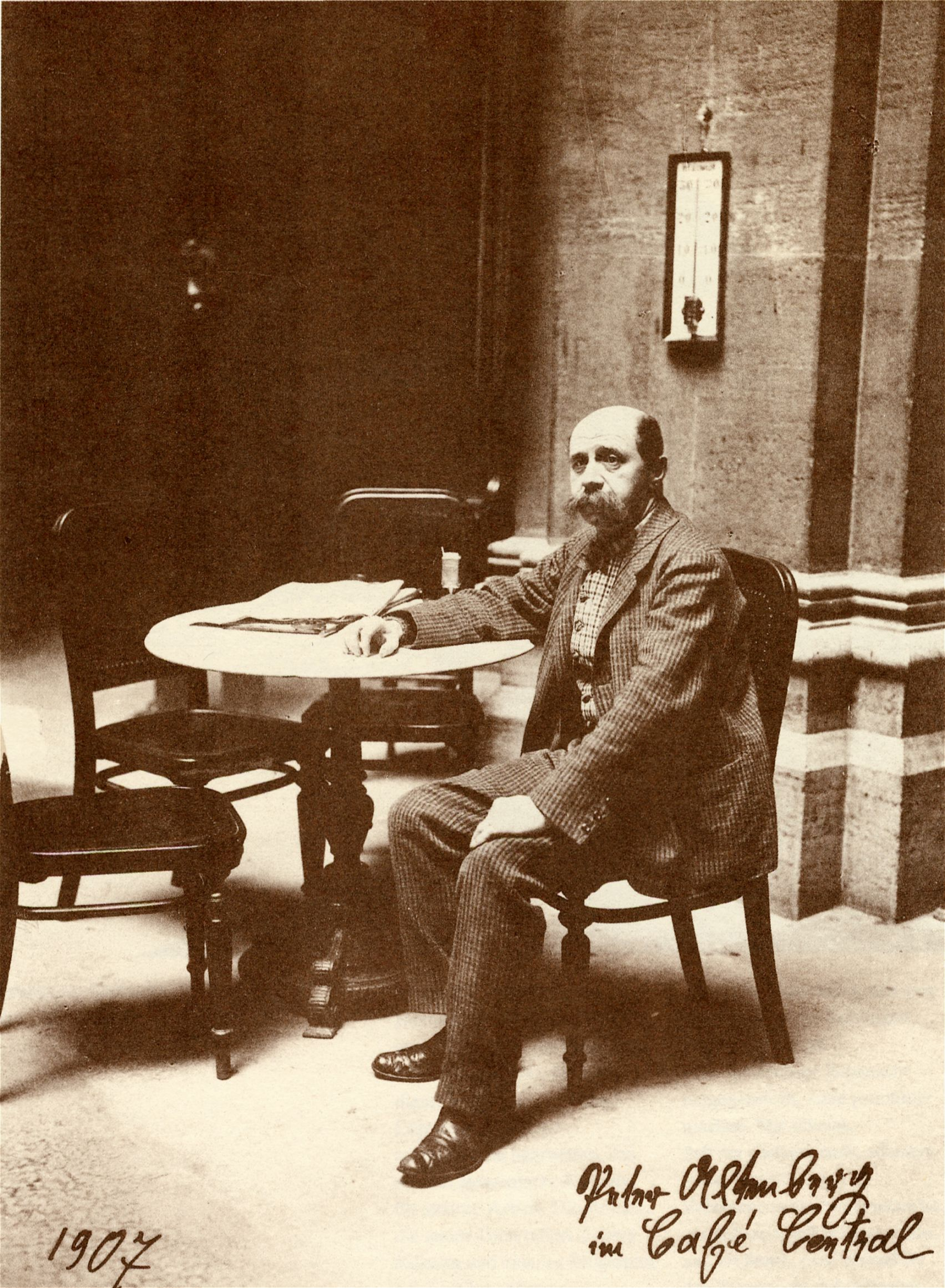
بيتر ألتنبرج عام 1907 في مقهى كافيه سنترال في فيينا

كان المقهى الفييناوي ولا يزال موجودا بالفعل بصفته مؤسسة ثقافية، ولكنه أدى في نهاية القرن التاسع عشر وظيفة خاصة، فكان بالفعل ورشة أدبية في زمن شهد تداعي إمبراطورية النمسا-المجر الذي استمرحتى الحرب العالمية الأولى. في بيئة جمعت بين الأبهة والانحطاط، شهدت العاصمة النمساوية ذروة من الإبداع الفني وصفت بالحداثة الفييناوية. انتهت هذه المرحلة بتفكك الامبراطورية النمساوية بعد الحرب العالمية الأولى، ثم اضطهاد وطرد البرجوازية اليهودية الكبيرة التي لعبت دورًا فكريًا مهمًا، وصولا إلى ضم النمسا إلى ألمانيا النازية عام 1938، علما بأن بعض كتاب تلك الفترة واصلوا أعمالهم في المنفى.
خدم المقهى المؤلفين بكونه مصدر إلهام للدراسات الاجتماعية وأدب الفرصة والملاحق الصحفية الادبية. يكون الأدب هناك نوعا من تمضية الوقت، وغالبًا ما تكون النصوص عبارة عن نصوص مجتزأة أو ملاحظات عابرة أو انطباعات ومحادثات، يصفها الكاتب بيتر ألتنبرغ بأنها «مقتطفات من الحياة». أمضى العديد من المثقفين ساعات في المقهى حيث لم يكن الزبون في ذلك الزمان مجبرا على الاستهلاك، وهناك كانت تجري اللقاءات وتبادل الأفكار بين الأدباء، في نهاية ثمانينيات القرن التاسع عشر، أسس الكاتب النمساوي هيرمان بار مجموعة «فيينا الفتاة» (بالألمانية: Jung-Wien) في مقهى غراينشتايدل (بالألمانية: Griensteidl)، وبعد ذلك المقهى في عام 1897، تطور مقهى الكافيه السينترال (بالألمانية: Café Central) (مازال قائما) إلى مكان لقاء عظماء الأدب.النمساوي، كان هناك أيضا مقهى المتحف (بالألمانية:  Café Museum)) الذي صممه المعاماري أدولف لوس وما زال قائما، وبعد الحرب العالمية الأولى لمع نجم مقهى هيرنهوف (بالألمانية:  Herrenhof) بين المقاهي الأدبية.
على الجانب الآخر كان هناك الكاتب النمساوي كارل كراوس الذي هاجم بانتظام وسط المقهى الأدبي ونشر في نقده كتاب «الأدب المقوض».
كان من بين أصحاب الحضور المنتظم لمقاهي فيينا الكتاب ألفريد أدلر، وبيتر ألتنبرغ، وهيرمان بار، وريتشارد بير هوفمان، وهيرمان بروش، وإيجون فريدل، وهوجو فون هوفمانستال، وكارل كراوس، وأنتون كوه، وروبرت موسيل، وليو بيروتز، وإرنست بولاك، وألفريد بولجار، جوزيف روث، وفيليكس سالتن، وآرثر شنيتزلر، وفريدريك توربيرج، وفرانز فيرفل، وكذلك رسامون من بينهم جوستاف كليمت وإيجون شيل وأوسكار كوكوشكا، ومهندسون معماريون مثل أدولف لوس وأوتو واجنر، وموسيقيون مثل فرانز ليهار وألبان بيرج.
لن تكن فيينا وحيدة في هذا النوغ من الأدب، فقد ظهر أدب مقاه أنتج كتابا كبارا في مدن أخرى من إمبراطورية النمسا-المجر، مثل براغ (ايغون كيش)، بودابست (فيرينك مولنار، ديتسو كوسستولانيي)، برسبورغ، برنو، يهلافا، ليوبليانا، كراكوف (ستانيسلاف برزيبيزيفسكي)، تريستي (إيتالو سفيفو) وزغرب (أنتون جوستاف ماتوش). التقى الكتاب الناطقون بالألمانية في براغ في مقهى «كونتيننتال»، حيث كان جوستاف ميرينك وماكس برود ضيفين دائمين، وفي «كافيه أركو»، حيث تردد فرانز ويرفيل وفرانز كافكا. أما مقهى براغ الأدبي الناطق بالتشيكية فاجتمع في «مقهى الاتحاد» (مثل ياروسلاف هاشيك والأخوين شابيك)، ولاحقًا في مقهى سلافيا الذي أصبح مكانًا لاجتماع رواد الفن الطليعي (بالتشيكية: ديفستيل). في بودابست كانت هناك مقاهي «نيويورك»، و «أبازيا» و «السنترال» و «هاديك». في مدينة تريستي التي كانت في ذلك الوقت ميناء النمسا الأهم على البحر المتوسط كان هناك مقهى سان ماركو الذي كان من بين زبائنه إيتالو سفيفو وجيمس جويس، أما في كراكوف فكان مقهى جاما ميشاليكا مركزًا للكاباريه الأدبي.
لم يكن أدب المقاهي حكرا على النمسا-المجر، فظهرت في مدن أوروبية أخرى مقاه أدبية، وإن كان لها خصائص مختلفة. من الأمثلة على ذلك «أوديون» في زيورخ، و «كافيه دو دوم» و«كافيه فلور» في باريس ومقهى «فربانو» في أسكونا. أما في برلين فكان «رومانتشه كافيه» و«غروسنفان» (جنون العظمة) من أهم تجمعات الفنانين والمثقفين، ومنهم ستيفان زفايغ وإريك كاستنر وإرنست دويتش وجوتفريد بين ويواكيم رينجلناتس وإيرمجارد كوين وجريته موشايم وبيلي وايلدر وإريك ماريا ريمارك.

## المقهى ورشةَ عمل
في كتابه «عالم الأمس» (بالألمانية:  Die Welt von Gestern) يصف ستيفان زفايغ شبابه في المقهى متذكرا:
«مقهى فيينا هو نوع مميز من المؤسسات التي لا يمكن مقارنتها بأي مؤسسة مشابهة في العالم. إنه في الواقع نوع من النوادي الديمقراطية، يمكن للجميع الوصول إليه للحصول على فنجان قهوة رخيص، ويمكن لكل ضيف الجلوس لساعات، والمناقشة، والكتابة، ولعب الورق، واستلام البريد، وكذلك، وقبل كل شيء مطالعة عدد غير محدود من الصحف والمجلات مقابل هذا الثمن الزهيد. [..] هناك عرفنا عن كثب كل ما كان يحدث في العالم، اكتشفنا كل كتاب ينشر، عن كل عرض مسرحي، وقارنّا النقد في كل صحيفة. لم يسهم شيء في سرعة الحركة الفكرية عند النمساوي أكثر من أنه كان قادرًا في المقهى على التعرف بشكل شامل على كل شيء يحدث في العالم، وعلى مناقشتها في نفس الوقت مناقشتها في دوائر ودية. كنا نجلس لساعات كل يوم ولم يفلت منا شيء، لأننا بفضل جماعية اهتماماتنا تابعنا مشهد الأحداث الفنية ليس بعينين اثنتين، بل بعشرين، بل أربعين عينًا»

## وصلات خارجية
- Die Wiener Kaffeehausliteratur Wiener Leben: Kaffeehaus, Fiaker, Würstel & Co